# Boulc
Boulc ist eine französische Gemeinde aus mehreren Weilern mit 162 Einwohnern (Stand: 1. Januar 2022) im Osten des Départements Drôme in der Region Auvergne-Rhône-Alpes (vor 2016 Rhône-Alpes). Sie gehört zum Arrondissement Die und zum Kanton Le Diois. Die Einwohner werden Boulcois genannt.

## Lage
Boulc liegt etwa 55 Kilometer südöstlich von Valence. Umgeben wird Boulc von den Nachbargemeinden Treschenu-Creyers im Norden, Glandage im Norden und Nordosten, Saint-Julien-en-Beauchêne im Osten, Montbrand im Südosten, Val-Maravel im Süden, Lesches-en-Diois im Südwesten, Miscon im Westen, Menglon im Westen und Nordwesten sowie Châtillon-en-Diois im Nordwesten.

## Bevölkerungsentwicklung
| Jahr                       | 1962 | 1968 | 1975 | 1982 | 1990 | 1999 | 2006 | 2019 |
| -------------------------- | ---- | ---- | ---- | ---- | ---- | ---- | ---- | ---- |
| Einwohner                  | 81   | 61   | 126  | 104  | 74   | 101  | 112  | 153  |
| Quellen: Cassini und INSEE |      |      |      |      |      |      |      |      |

## Sehenswürdigkeiten
- Protestantische Kirche aus dem 18. Jahrhundert im Ortsteil Ravel
- Ruine der Kirche Saint-Martin
- Kapelle Notre-Dame-de-la-Consolation im Ortsteil Bonneval
- Kapelle Saint-Louis im Ortsteil Les Tatins